# تاشلی-یلگا (شهرستان ایگلینسکی، باشقیرستان)
تاشلی-یلگا (انگلیسی: Tashly-Yelga, Iglinsky District, Republic of Bashkortostan) یک شهرک در شهرستان ایگلینسکی استان باشقیرستان کشور روسیه است.